# トジナメラン
トジナメラン（Tozinameran）は、ビオンテックがファイザーと共同で開発したCOVID-19ワクチンの有効成分である。ワクチンについてはファイザー - ビオンテック COVID-19 ワクチンもしくは独ビオンテック社の英語読みであるファイザー - バイオンテック COVID-19 ワクチンとの言い方もされる。コードネームはBNT162b2、販売名はコミナティ筋注（Comirnaty）。緊急使用のために厳格な規制当局により認可された最初のCOVID-19ワクチンであり、通常使用が許可された最初のワクチンである。

## 概要
筋肉内注射により接種される。脂質ナノ粒子にカプセル化されたSARS-CoV-2のスパイクタンパク質の変異型をコードするヌクレオシド修飾mRNA (modRNA) からなるRNAワクチンである。予防接種には3週間間隔で2度の接種が必要である。子供、妊婦、または免疫不全の人の重度の感染を予防することができるかは、その免疫効果の持続期間と同様に不明である。2021年2月現在、COVID-19に対して開発及び展開された2つのmRNAワクチンの1つであり、もう1つはモデルナCOVID-19ワクチン（スパイクバックス筋注）である。3つ目のmRNAベースのCOVID-19ワクチンであるCVnCoVは後期臨床試験段階にある。
治験は2020年4月から始まり、11月までに4万人以上で試された。研究データの中間解析は、2回目の服薬から7日以内に感染を予防する上で90%を超える潜在的な有効性を示した。最も一般的な副作用には、注射した部位の軽度から中度の痛み、倦怠感、頭痛などがある。2020年12月現在、アレルギー反応などの深刻な副作用の報告は非常にまれであり、長期の合併症は報告されていない。第III相臨床試験が進行中で、主要評価項目のモニタリングは2021年8月まで、二次評価項目のモニタリングは2023年1月まで実施される。
2020年12月、このワクチンは世界中のいくつかの医療規制当局により、広く使用するための緊急使用許可 (EUA) の評価を受けていた。第III相試験が進行中であるため、緊急承認が必要である。一次転帰の監視は2021年8月まで継続され、二次転帰の監視は2023年1月まで継続される。イギリスは緊急時にその使用を許可した最初の国であった。他の国はその1週間以内に続いた。12月20日までに、イギリスでは50万人以上が国の予防接種プログラムの一環としてワクチンを接種した。
ビオンテックはワクチンの最初の開発者であり、ファイザーと提携して開発、臨床研究、臨床試験、物流、財務の監督、及び世界的な製造を行っている。ただし、中華圏ではファイザーに先行してビオンテックに投資していた中国の上海復星医薬が流通・製造のライセンスを購入して「復必泰」として供給されている。ドイツとトルコではビオンテックにより流通されている。ファイザーは2020年11月に、2020年末までに世界で5000万回の接種が可能であり、2021年には約13億回の接種が可能であると述べている。
ファイザーは、米国、欧州連合、イギリス、日本、カナダ、ペルー、及びメキシコで認可されたワクチンを提供するために、約30億アメリカドルの事前購入契約を結んでいる。ワクチンは、接種の5日前まで-80℃〜-60℃の温度で保管する必要があり、接種までは2〜8℃で、25℃または30℃以下で2時間以内に使用する必要があるため、ワクチンの配布と保管は物流上の課題である。
2021年2月14日に日本国内でも特例承認され、2月17日より医療従事者から接種が始まった。

## 開発および資金調達
COVID-19ワクチンが開発される以前、感染症用のワクチンが数年以内で作られたことはなく、コロナウイルスのヒトへの感染を予防するワクチンは存在していなかった。2019年12月にCOVID-19ウイルスが検出された後、2020年1月10日に中国疾病予防管理センターがGISAIDを介してSARS-CoV-2遺伝子配列を公開したことをきっかけに、BNT162b2の開発が開始され、大流行に備えて予防ワクチンの開発を急ぐための国際的な緊急対応が開始された。
2020年1月、ドイツのバイオテクノロジー企業ビオンテック社は、すでに確立されているmRNA技術に基づいて、新しいCOVID-19ウイルスに対するワクチンを開発するためのプログラム「Project Lightspeed」を開始した。マインツの研究室で数種類のワクチンが作成され、そのうちの20種類がランゲンのパウル・エールリヒ研究所の専門家に提示された。2020年4月23日にドイツで、2020年5月4日に米国で第I/II相臨床試験が開始され、4つのワクチン候補が臨床試験に入った。ワクチン候補リードの「BNT162b2」を用いた第1次ピボタル第II/III相臨床試験が7月に開始された。2020年11月18日、開発されたワクチンの95%有効性を示す第III相試験結果が発表された。
2020年3月、ビオンテックは復星医薬から1億3,500万米ドルの出資を受け、ビオンテックの株式158万株および中国、香港、マカオ、台湾における「BNT162b2」の将来の開発および販売権と引き換えに行われた。
2020年6月、ビオンテックは欧州委員会と欧州投資銀行から1億ユーロ（1億1900万米ドル）の融資を受けた。2020年9月にドイツ連邦政府は、ビオンテックのCOVID-19ワクチン開発プログラムに対して、3億7500万ユーロ（4億4500万米ドル）を融資した。
ファイザーのCEO Albert Bourlaは、ワクチン開発のためにアメリカ合衆国連邦政府の『Operation Warp Speed』からの資金提供を受けることを断念したと述べている。「私は、報告書を提出することになる官僚主義から科学者を解放したかったし、また、並行してまたは一緒にお金を使うかなどに同意したかったからである」。ファイザーは、他の国家と同様に、ワクチンの最終的な流通について、アメリカ合衆国との間で協定を結んだ。

### 臨床試験
2020年10月に発表されたBNT162b2の第I/II相臨床試験の予備結果は、その有効性と安全性の可能性を示唆していた。同月、欧州医薬品庁（EMA）はBNT162b2の定期的審査を開始した。
2020年11月時点で、BNT162b2の治験は連続第III相試験となっている。これは「無作為化、プラセボ対照、観察者盲検、用量設定、ワクチン候補選択、健康な人を対象とした有効性試験」である。初期段階の研究では、2つのワクチン候補の安全性と用量レベルが決定され、2020年半ばに試験が拡大され、より多くの参加者を対象にBNT162b2の有効性と安全性を評価され、ファイザーと復星医薬の協力のもと、複数の国で試験接種を受けた参加者は数万人に到達した。
第III相試験では、12 - 15歳、16 - 55歳、55歳以上の3つの年齢層を対象に、BNT162b2の安全性、有効性、忍容性、および免疫原性を中用量レベル（2回の注射を21日間隔で行う）で評価する。EUでの承認に向けて、EMAはワクチン全体の有効性95%を確認している。EMAは、2回目の投与は1回目の投与から3週間後に行うことを明確にした。
| 主要評価項目                                                                               | ワクチン有効性 (95%信頼区間) [%] |
| ------------------------------------------------------------------------------------------ | -------------------------------- |
| After dose 1 to before dose 2                                                              | 52.4 (29.5, 68.4)                |
| ≥10 days after dose 1 to before dose 2                                                     | 86.7 (68.6, 95.4)                |
| Dose 2 to 7 days after dose 2                                                              | 90.5 (61.0, 98.9)                |
| ≥7 days after dose 2 (subjects without evidence of infection prior to 7 days after dose 2) |                                  |
| Overall                                                                                    | 95.0 (90.0, 97.9)                |
| 16–55 years                                                                                | 95.6 (89.4, 98.6)                |
| ≥55 years                                                                                  | 93.7 (80.6, 98.8)                |
| ≥65 years                                                                                  | 94.7 (66.7, 99.9)                |

現在進行中の第III相試験は、2020年から2022年に実施される予定で、BNT162b2の重症感染予防能力と免疫効果の持続期間を評価することを目的としている。

## ワクチン技術
BNT162b2ワクチンのビオンテック技術は、SARS-CoV-2コロナウイルス（COVID-19）の表面に見られるスパイクタンパク質の一部をコードするヌクレオシド修飾mRNA（modRNA）の使用に基づいており、ウイルスタンパク質による感染に対する免疫応答を誘発する。
このワクチン候補であるBNT162b2は、ビオンテックが開発した同様の技術を持つ他の3つのワクチン候補の中で最も有望なものとして選ばれた。BNT162b2を選択する前に、ビオンテックとファイザーはドイツと米国でBNT162b1の第I相試験を実施しており、復星医薬は中国で第I相試験を実施していた。これらの第I相試験において、BNT162b2は他の3つのビオンテックの候補品よりも優れた安全性プロファイルを持っていることが示された。

### 配列
このワクチンのmodRNA配列は4,284ヌクレオチド長である。それを構成するものは、5'キャップ; ヒトαグロビンの配列に由来する5'非翻訳領域; シグナルペプチド（塩基55-102）と2つのプロリン置換（K986PおよびV987P、"2P"と呼ぶ）は、スパイクに、膜融合能力を低下させ、発現を増加させ、中和抗体を刺激する融合前安定化構造の形をもたらす; SARS-CoV-2の完全長スパイクタンパク質をコドン最適化した遺伝子（塩基103-3879）; 続いて、タンパク質発現の増加とmRNA安定性のために選択されたAESおよびmtRNR1から結合された3’非翻訳領域（塩基3880-4174）と、30個のアデノシン残基、10個のヌクレオチドリンカー配列、および70個の他のアデノシン残基（塩基4175-4284）からなるポリA鎖からなる。この配列にはウリジン残基は含まれておらず、1-メチル-3'-シュードウリジリルで置換されている。

### 組成
本ワクチンには、mRNA分子の他に、次の不活性成分（賦形剤、ふけいざい）が含まれている。
- ALC-0315, (((4-Hydroxybutyl)azanediyl)bis(hexane-6,1-diyl)bis(2-hexyldecanoate))
- ALC-0159, 2-[(polyethylene glycol)-2000]-N,N-ditetradecylacetamide
- 1,2-ジステアロイル-sn-グリセロ-3-ホスホコリン(DSPC)
- コレステロール
- リン酸水素二ナトリウム二水和物
- リン酸二水素カリウム
- 塩化カリウム
- 塩化ナトリウム
- スクロース
- 生理食塩液

このうち最初の4つは脂質である。脂質とmodRNAが一緒になってナノ粒子を形成する。ALC-0159はポリエチレングリコールコンジュゲート（つまりPEG化脂質）である。
ワクチンは「筋肉内注射用の白色からオフホワイトの、無菌の、防腐剤不使用の凍結懸濁液」として多回投与バイアルで供給される。これを投与前に室温まで解凍し、通常の生理食塩水1.8 mLを加え希釈する必要がある。1回0.3 mLを投与する。

## 承認

### 迅速
2020年12月2日、英国の医薬品・医療製品規制庁（MHRA）は、同ワクチンに「パンデミックなどの重要な公衆衛生上の問題に対処するための迅速な一時的規制承認」を与えた。 これは、1968年の薬事法（Medicines Act 1968 (英語版) ）に基づいて許可された。これは、大規模試験を経て、国内での使用が承認された初のCOVID-19ワクチンであり、ヒトへの使用が承認された初のmRNAワクチンでもある。このようにして英国は、COVID-19ワクチンの国内使用を承認した最初の欧米諸国となったが、このワクチンの早期承認の決定は一部の専門家から批判を受けた。
2020年12月8日、ファーマナ州出身のマーガレット・マギー・キーナン（90歳）が、英国で初めてワクチンを接種した。12月20日までに52万1,594人の英国居住者が全国予防接種プログラムの一環としてワクチンを接種した。その70 %は80歳以上の人であった。
英国に続いて、以下の国がファイザー - ビオンテックのCOVID-19ワクチンの使用を承認するための手続きを迅速化した。アルゼンチン、オーストラリア、バーレーン、カナダ、チリ、コスタリカ、エクアドル、香港、イラク、イスラエル、ヨルダン、クウェート、メキシコ、オマーン、パナマ、フィリピン、カタール、サウジアラビア、シンガポール、アラブ首長国連邦、米国。
世界保健機関（WHO）は、このワクチンの緊急使用を許可した。
米国では、FDAによると、緊急使用許可（EUA）とは、「現在のCOVID-19パンデミックのような公衆衛生上の緊急事態が発生した際に、ワクチンを含む医療対策を容易に利用できるようにするための仕組み」とされている。EUAの発行を受けて、ビオンテックとファイザーは、安全性と有効性のデータを確定するための第III相臨床試験を継続し、米国でのワクチンの認可（承認）申請につなげることが期待されている。アメリカ疾病予防管理センター（CDC）の予防接種実施に関する諮問委員会（ACIP）は、16歳以上の人への予防接種の推奨を承認した。

### 標準
2020年12月19日、スイス医薬品局（Swissmedic）は、ファイザー - ビオンテックCOVID-19ワクチンが安全性、有効性、品質の要件を完全に満たしているとして、申請を受けてから2ヶ月後に通常使用を承認した。これは、標準的な手続きによる初の認可となる。12月23日、ルツェルン在住の90歳の女性が、スイスで初めてワクチンの接種を受けた。これは、ヨーロッパ大陸での集団予防接種の始まりとなった。
2020年12月21日、欧州医薬品庁（EMA）の欧州医薬品委員会（CHMP）は、「コミナティ（Comirnaty）」というブランド名で、ファイザー - ビオンテックCOVID-19ワクチンの条件付き販売承認の付与を推奨した。この勧告は同日、欧州委員会によって承認された。

## 有害作用
ファイザー - ビオンテックCOVID-19ワクチンの有害作用プロファイルは、他の成人用ワクチンと同様である。臨床試験において、非常に一般的とみなされる副作用は（頻度の高い順に）、注射部位の痛みや腫れ、倦怠感、頭痛、筋肉痛、悪寒、関節痛、発熱である。発熱は2回目の投与後によく見られる。これらの影響は予測可能であり、想定されるものであり、ワクチン忌避を避けるためにも人々がこれを認識することが特に重要である。
重篤なアレルギー反応は、ワクチン接種100万回あたり約11例で確認されている。アメリカ疾病予防管理センターの報告によると、これらのアレルギー反応の71%はワクチン接種後15分以内に起こり、そのほとんど（81%）がアレルギーやアレルギー反応の既往歴のある人の間で発生した。2020年12月9日、英国の医薬品・医療製品規制庁（MHRA）は、「重大な」アレルギー反応の既往歴がある人は、ファイザー - ビオンテックCOVID-19ワクチンを接種すべきではないと勧告した。12月12日、カナダの規制当局はこれに続き、次のように指摘した。「英国の二人は、重度のアレルギー反応の既往歴があり、アドレナリン自動注射器を所持していた。彼らは両方とも治療を受け、回復している。」
2021年1月28日、欧州連合（EU）はCOVID-19ワクチンの安全性に関する最新情報を発表し、「COVID-19の予防におけるコミナティの利点は引き続きリスクを上回り、ワクチンの使用に関して推奨される変更はない。」とした。新たな副作用は確認されていない。

## 製造

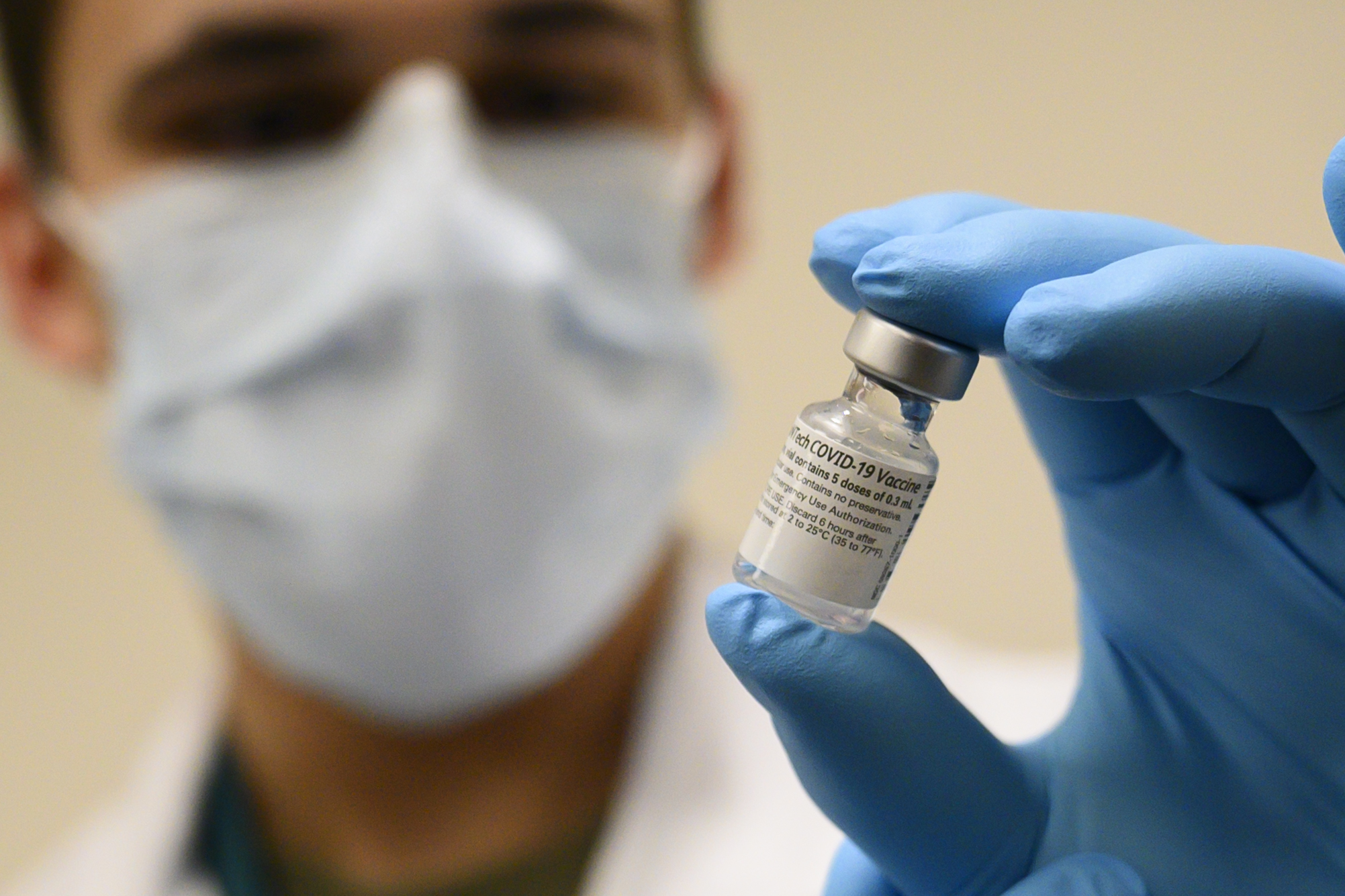
ファイザーワクチンを手にした医師

ファイザーとビオンテックは、米国と欧州の自社施設で、3段階の工程を経てこのワクチンを製造している。第一段階では、スパイクタンパクをコードするDNAプラスミドを大腸菌に注入して分子クローニングする。米国では、この段階はミズーリ州チェスターフィールド（セントルイス近郊）の小さなパイロットプラントで実施される。4日間の増殖の後、細菌を死滅させて破壊し、その細胞の内容物を1週間半かけて精製し、目的のDNA生成物を回収する。DNAは小さな瓶に入れて冷凍保存され、出荷される。この段階でのDNAの安全かつ迅速な輸送が非常に重要であるため、ファイザーは自社のジェット機とヘリコプターを使用して支援している。
第二段階は、米国のマサチューセッツ州アンドーバーとドイツの工場で実施されている。そのDNAを鋳型にして、目的のmRNA鎖を作成する。mRNAが作成および精製されると、大きなショッピングバッグほどの大きさのビニール袋に入れて凍結され、それぞれは最大500万 - 1000万回の投与量を収容する。袋は専用のラックに乗せてトラックに積み、次の工場に運ばれる。
第三段階は、米国ミシガン州ポーティジ（カラマズー近郊）とベルギーのプールスの工場で実施されている。この段階では、mRNAと脂質ナノ粒子を結合させ、バイアルに充填し、バイアルを箱詰めし、凍結させる。Croda Internationalの子会社であるAvanti Polar Lipidsが必要な脂質を提供している。2020年11月の時点で、製造プロセスの主要なボトルネックは、mRNAと脂質ナノ粒子の結合であった。
2021年2月、ファイザーは、この配列順全体では当初、開始から終了まで平均で約110日かかり、同社はこれを60日へ短縮を進めていることを明らかにした。ワクチンメーカーは通常、大規模生産を試みる前に、特定のワクチンの製造プロセスをスピードと費用対効果のため最適化するのに数年をかけている。COVID-19パンデミックよって示された緊急性のため、ファイザーは、もともと研究室でワクチンを製剤化していたプロセスで直ちに生産を開始し、その後、そのプロセスを安全にスピードアップおよびスケールアップする方法の特定に着手した。 
2020年9月、ビオンテックは、ドイツのマールブルグにある製造施設をノバルティスから買収し、ワクチンの生産能力を拡大する契約を結んだことを発表した。同施設が完全に稼働すれば、年間最大7億5000万回、月産6000万回以上のワクチンを生産することになる。現在、ファイザーは米国と欧州で少なくとも4つの製造施設を運営し、この施設は欧州で3番目のビオンテック施設となる。
2021年5月、ビオンテックと復星医薬の子会社である上海復星医薬産業発展は年間最大10億回分のワクチンを生産する製造施設を運営する合弁会社を上海に設立することで合意した。

## 先行発注と物流
ファイザーは11月9日のプレスリリースで、2020年末までに5,000万用量が投与可能で、2021年までに世界で約13億用量が提供される可能性があることを示した。2021年2月、ビオンテックは、2021年に20億用量を製造するために、生産量を50 %以上増やすと発表した。
2020年7月、ワクチン開発プログラムOperation Warp Speedは、ワクチンが安全で効果的であることが示された場合、米国で使用する1億用量のCOVID-19ワクチンを製造するために、ファイザーに19億5,000万米ドルの先行発注を行った。2020年12月中旬までに、ファイザーは、欧州連合に3億用量、日本に1億2,000万用量、英国に4,000万用量（2021年以前に1,000万用量）、カナダに2,000万用量、シンガポールに不特定多数の用量、メキシコに3,440万用量を供給する契約を結んでいた。また、復星医薬は、香港とマカオに1,000万用量を供給する契約を結んでいる。香港政府は、2021年の第1四半期までに100万用量の最初のバッチを受け取ると述べている。
中華民国は500万用量を契約するも破棄され、台湾当局はビオンテックと復星医薬の提携が影響した可能性があることを述べており、蔡英文総統はワクチンの契約を妨害しているとして、中華人民共和国を非難した。台湾当局は鴻海精密工業の創業者の郭台銘およびTSMCと復星医薬の交渉を許可し、2021年7月に復星医薬はビオンテックのワクチンを台湾の鴻海とTSMCに1,000万用量を供給する契約を発表した。
ビオンテックと復星医薬は、規制当局の承認を条件に、2021年に中国本土に1億用量を供給することで合意した。最初の供給は、ドイツにあるビオンテックの生産施設から行われる。

ワクチンは2.25mlのバイアルで供給される（0.45mlの冷凍ワクチンに1.8mlの希釈液を加えたもの）。バイアルのラベルによると、1本のバイアルには0.3ml用量が5回分入っているが、余ったワクチンは1回分あるいは2回分の追加用量に使用することができる。追加用量を得るためには低デッドスペースシリンジ（無駄を減らした注射器）を使用することが望ましく、バイアル内の部分的な用量は廃棄する必要がある。イタリア医薬品庁は、単一バイアル内に残っている過剰用量の使用を公式に認めている。2021年1月8日現在、1バイアルには6用量分が含まれている。米国では、バイアルは通常の注射器を伴う場合は5用量分、低デッドスペースシリンジを伴う場合は6用量分としてカウントされる。

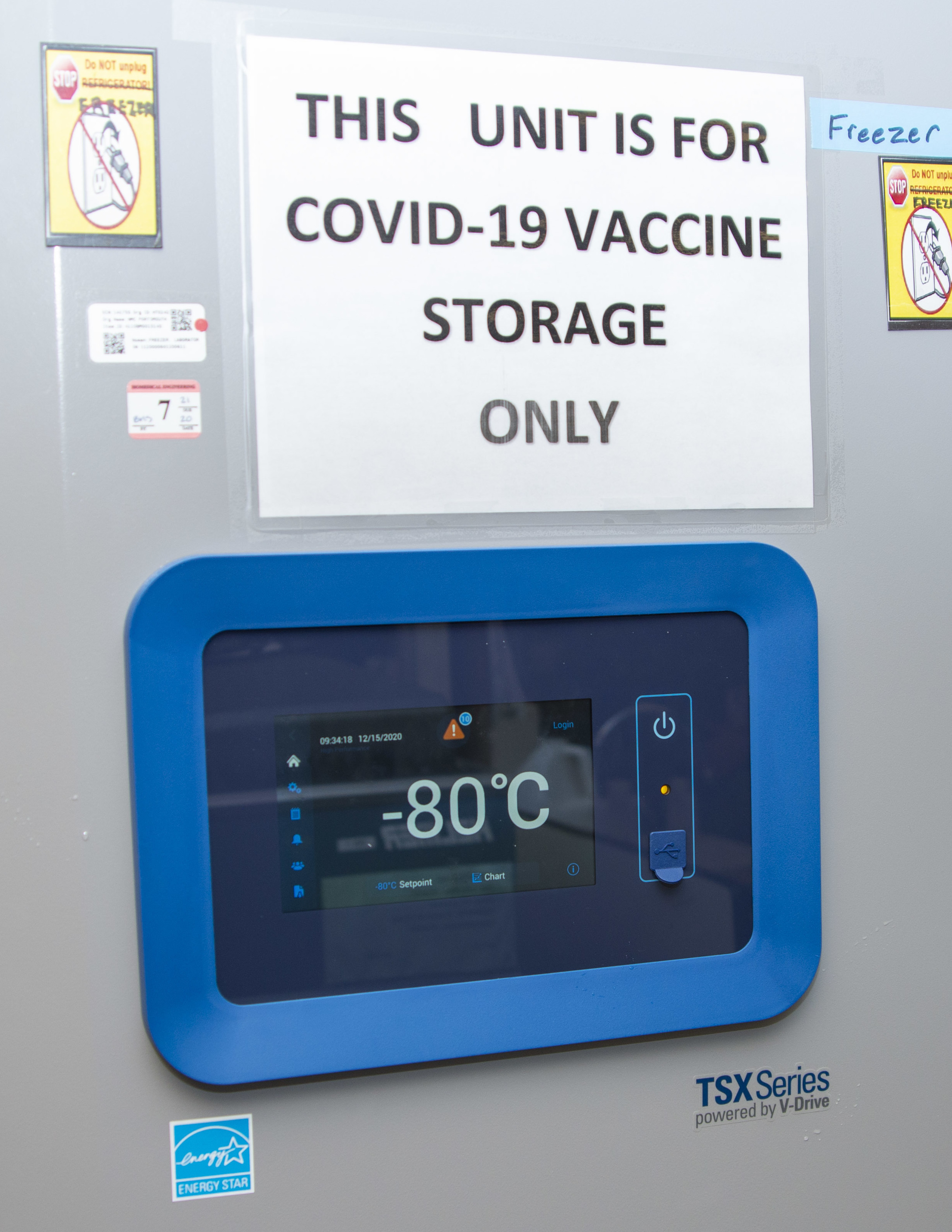
ファイザーワクチンの温度は、有効性を確保するために、およそ-80-60℃の間に保つ必要がある。

ファイザーと先行発注契約を結んでいる開発途上国（エクアドルやペルーなど）の物流は、依然として不明瞭である。高所得国でさえ、解凍後5日以内に劣化し、3週間間隔で2回接種する必要があるワクチンを超低温で輸送し保管するためのコールドチェーンの能力は限られている。このワクチンは、同様のモデルナワクチンよりもはるかに低い-80〜-60℃の超低温で保管し輸送する必要がある。インドネシアのBio Farma Honesti Basyirのトップは、必要なコールドチェーンの能力を持っていなかったことを考えると、ワクチンの購入は、世界で4番目に人口の多い国にとって問題外であると述べた。同様に、インドの既存のコールドチェーンネットワークは、ワクチンの要件をはるかに超える2〜8℃の温度しか取り扱えない。
2021年1月、ファイザーとビオンテックは、3月から2021年末までの間に、アフリカ全土の医療従事者向けにCOVID-19ワクチン5,000万用量を1回あたり10米ドルの割引価格で供給することを提案した。
2021年3月、ファイザーにより、-25～-15℃の一般冷凍温度帯に移した後、最長14日の保管が可能と発表された。
2021年5月、未開封の状態で解凍したバイアルは、2〜8℃の冷蔵庫で1ヶ月保管が可能との見解がFDAにより発表された。

## 価格設定
ファイザー社から購入するワクチンの価格は、多くの国で秘匿されている。
2021年12月5日、イギリスのガーディアン紙は、ワクチン1回分の原価は76ペンス（約113円）であり、これを22ポンド（約3284円）で販売していると報道した。ファイザー側はこの指摘に対し、研究費用や輸送コストなどの費用が含まれていないと反論。ワクチンの税引前利益率は20%台初めにすぎないと主張した。

## 社会文化

### 名称
BNT162b2は開発および試験中のコードネームであり、tozinameranは提案された国際一般名（pINN）であり、コミナティはブランド名である。ビオンテックによると、コミナティという名称は 「COVID-19、mRNA、コミュニティ（community）、および免疫（immunity）という用語の組み合わせを表している」という。